# Thuso Mpuang
Thuso Mpuang (né le 1er mars 1984) est un athlète sud-africain spécialiste du sprint et du relais.

## Palmarès
| Date | Compétition            | Lieu        | Résultat | Épreuve   | Temps   |
| ---- | ---------------------- | ----------- | -------- | --------- | ------- |
| 2008 | Championnats d'Afrique | Addis-Abeba | 1er      | 200 m     | 20 s 53 |
| 2008 | Championnats d'Afrique | Addis-Abeba | 1er      | 4 × 100 m | 38 s 75 |
| 2009 | Universiade            | Belgrade    | 3e       | 200 m     | 20 s 69 |
| 2009 | Universiade            | Belgrade    | 3e       | 4 × 100 m | 39 s 52 |
| 2010 | Championnats d'Afrique | Nairobi     | 7e       | 200 m     | 21 s 09 |
| 2010 | Championnats d'Afrique | Nairobi     | 1er      | 4 × 100 m | 39 s 12 |
| 2010 | Coupe continentale     | Split       | 3e       | 4 × 100 m | 39 s 82 |
| 2011 | Universiade            | Shenzhen    | 2e       | 200 m     | 20 s 59 |
| 2011 | Universiade            | Shenzhen    | 1er      | 4 × 100 m | 39 s 25 |
| 2012 | Championnats d'Afrique | Porto-Novo  | 8e       | 200 m     | 21 s 39 |
| 2012 | Championnats d'Afrique | Porto-Novo  | 1er      | 4 × 100 m | 39 s 26 |

### Records
| Épreuve    | Performance | Lieu     | Date           |
| ---------- | ----------- | -------- | -------------- |
| 100 mètres | 10 s 16     | Donnas   | 2 juillet 2011 |
| 200 mètres | 20 s 44     | Pretoria | 4 mai 2012     |